# إلين د. هارمون
إلين د. هارمون (بالإنجليزية: Elaine D. Harmon)‏ هي طيارة أمريكية، ولدت في 26 ديسمبر 1919، وتوفيت في 21 أبريل 2015.